# Pterophyllum altum
Pterophyllum altum, còn gọi là cá thần tiên Ai Cập, là một loài cá thần tiên trong họ Cá hoàng đế. Loài này được xác định lần đầu là Pterophyllum scalare altum - một phân loài của cá thần tiên ba vạch, sau đó được tái xác định là một loài mới bởi Pellegrin năm 1903.

## Từ nguyên
Danh pháp hai phần của loài này - Pterophyllum altum - có nguồn gốc từ tiếng Hy Lạp cổ đại: pteron nghĩa là vây/cánh buồm và phyllon nghĩa là lá; altum nghĩa là "sâu", có thể để ám chỉ kích thước chiều cao lớn nhờ các vây dựng đứng của loài này.

## Mô tả

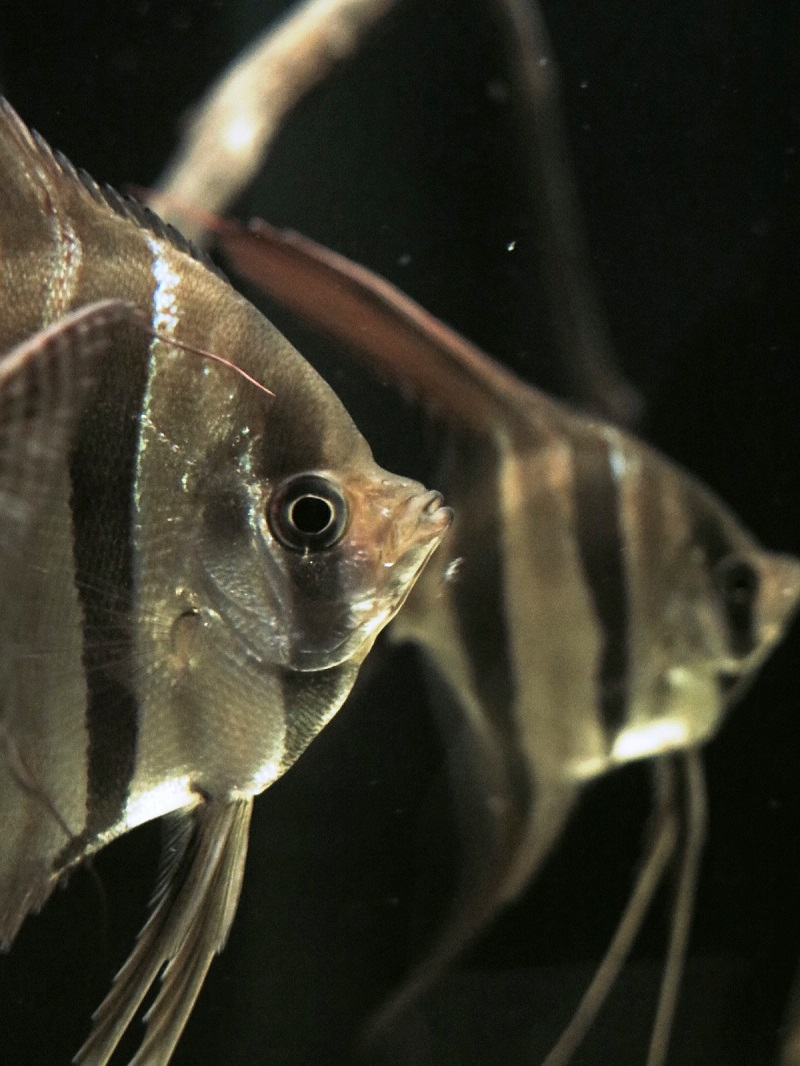
Phần đầu của Pterophyllum altum

Cá thần tiên Ai Cập là loài có kích thước lớn nhất trong Chi Cá thần tiên, con trưởng thành dài trung bình từ 15 đến 18 cm, cá biệt có thể lên đến 23 cm chiều dài và 38 cm chiều cao (tính cả vây). Chúng có hình dạng tương tự hai loài cá thần tiên còn lại với dạng tam giác dẹp bên và các vây nhô cao. Điểm khác biệt là vây hậu môn và vây đuôi của loài này dường như nhô cao hơn và thẳng hơn hai loài còn lại, gần như vuông góc so với cơ thể. Phần trán của loài này cũng có gờ lõm sâu hơn, dạng chữ V, điều mà trước đây thường bị nhầm với các cá thể già của Pterophyllum scalare.
Cá thần tiên Ai Cập được đánh giá là loài có màu sắc đẹp nhất trong ba loài cá thần tiên. Chúng có bốn sọc đen lớn và rõ nét chạy từ trên xuống dưới (một chạy ngang mắt, một chạy chính giữa thân đi qua hậu môn, một chạy chính giữa vây lưng và một ở gốc đuôi), ba sọc lớn màu vàng hoặc nâu chạy song song xen kẽ với bốn sọc đen, ngăn cách bởi viền trắng bạc rõ nét không kém, các vây lớn có thể có vạch đỏ và tía. Vảy nhỏ phủ kín cơ thể có ánh kim nhiều màu, phần trán và lưng có thể có các đốm nhỏ màu trắng ánh xanh. Đầu mút của các vây đều phát triển rất dài, làm cá có dáng vẻ tha thướt.

## Phân bố và môi trường sống
Cá thần tiên Ai Cập là loài cá hoang dã đến từ những con sông của Colombia và Venezuela, Nam Mỹ. Chúng phân bố chủ yếu ở thượng nguồn sông Rio Negro và các phụ lưu thượng nguồn của sông Rio Orinoco, bao gồm Rio InÃrida và Rio Atabapo.
Loài này ưa thích các vùng nước tĩnh, trong và nhiều dưỡng khí. Chúng sống trong các đám thực vật thủy sinh dày đặc mọc theo hướng thẳng đứng, giúp chúng ngụy trang tốt - mà theo giả thiết chính là nguồn gốc xuất hiện của hình thái phát triển theo chiều cao và các sọc thẳng đứng ở loài này.

## Sinh thái học

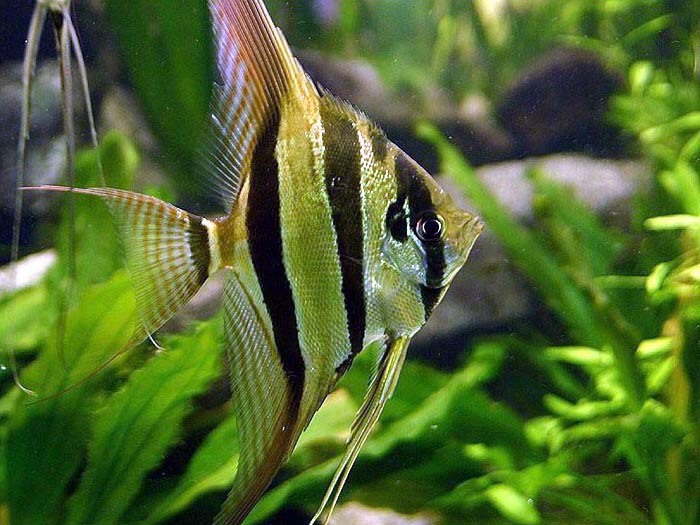
Pterophyllum altum

Cá là loài ăn thịt, thức ăn chính là các loài giáp xác và thân mềm nhỏ. Cũng như các loại cichlids khác, chúng là loài khá hung dữ và có tính lãnh thổ cao. Con đực và con cái sẽ kết đôi thành từng cặp trong mùa sinh sản. Chúng đẻ trứng dính trên một giá thể, có thể là đá, gỗ chìm trong nước, mặt lá của thực vật thủy sinh hoặc bất kì bề mặt dốc không quá lộ thiên khác; cá bố và cá mẹ cùng nhau bảo vệ trứng và chăm sóc cá con trong thời gian đầu.
Trong điều kiện nuôi nhốt, chúng cần một bể kính có dung tích tối thiểu 30 gallon nước, chiều cao tối thiểu là 60 cm với nước mềm, hơi có tính acid để chúng sống thoải mái. Đặc biệt, cá rất khó sinh sản trong môi trường nuôi nhốt, chính vì vậy, cá thần thiên Ai Cập hiếm xuất hiện hơn trong thị trường cá cảnh so với họ hàng của mình là cá thần tiên ba vạch. Hầu hết các cá thể đều được khai thác ngoài tự nhiên.